# Dorfkirche Pretzschendorf

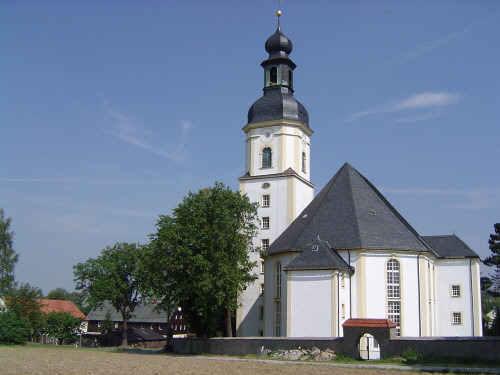
Dorfkirche Pretzschendorf

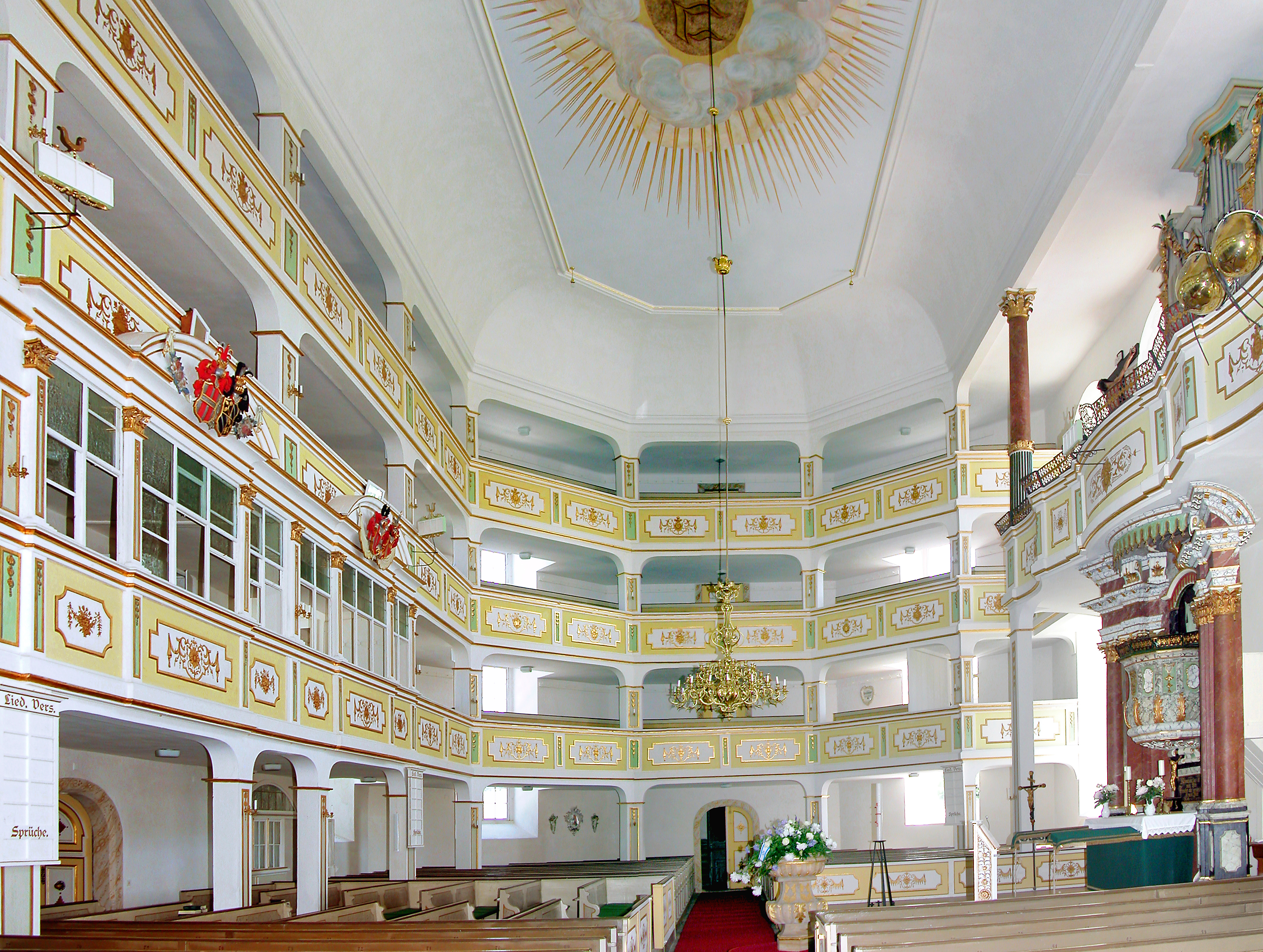
Innenansicht

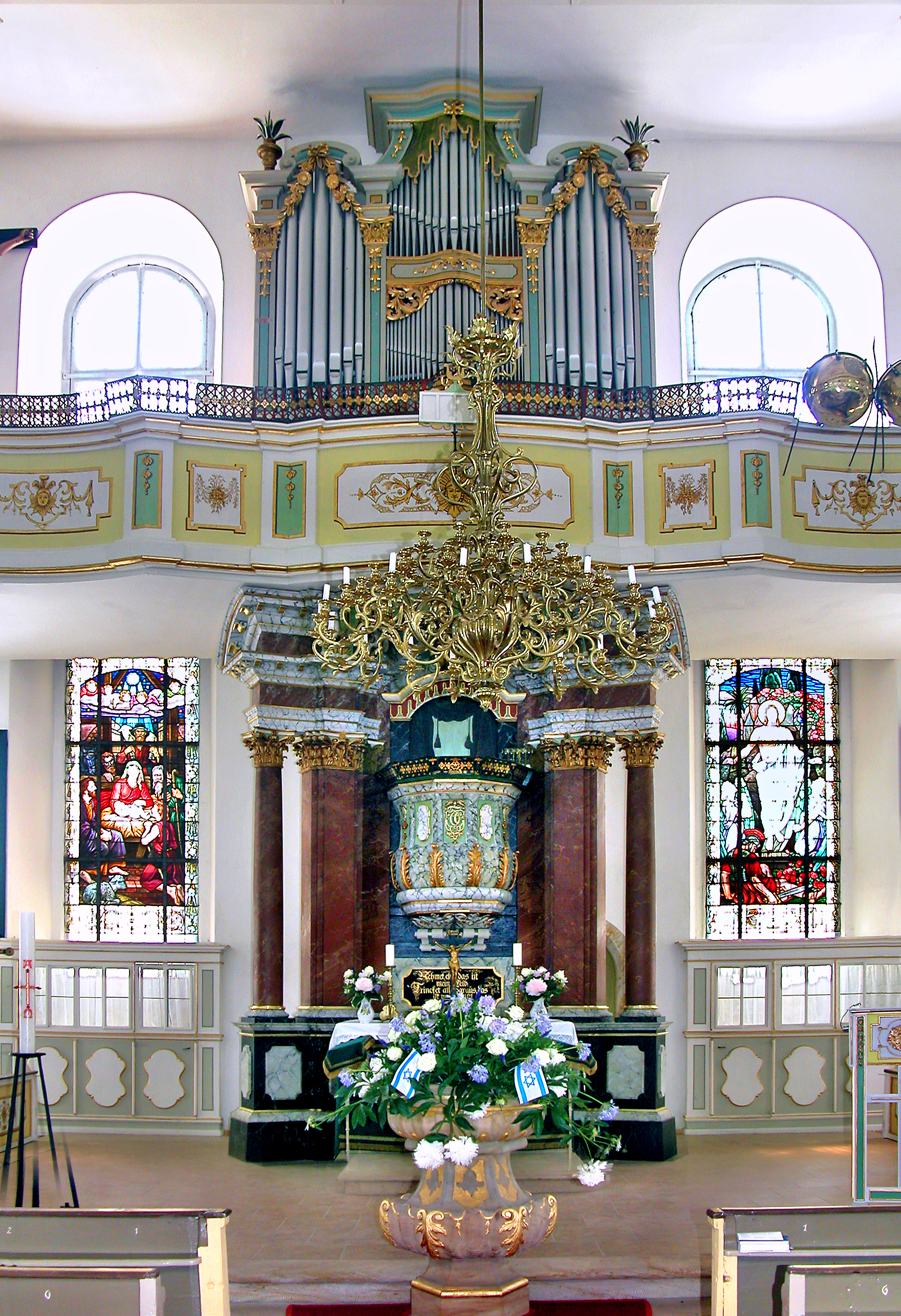
Blick zum Altar

Die evangelische Dorfkirche Pretzschendorf ist eine barocker Querkirche im Ortsteil Pretzschendorf von Klingenberg im Landkreis Sächsische Schweiz-Osterzgebirge in Sachsen. Sie gehört zur Kirchengemeinde Pretzschendorf-Hartmannsdorf im Kirchenbezirk Freiberg der Evangelisch-Lutherischen Landeskirche Sachsens.

## Geschichte und Architektur
Der langgestreckte Bau schließt an beiden Enden mit 3/8-Schlüssen und hat den Kanzelaltar und darüber die Orgel in der Mitte einer der Längsseiten. Sie gab das Vorbild für die Dorfkirche Lohmen im Landkreis Sächsische Schweiz sowie die heutige Autobahnkirche Uhyst am Taucher im Landkreis Bautzen. Sie wurde in den Jahren 1732/1733 nach dem Entwurf von Johann Christian Simon (1687–1760) aus Dresden als Ersatz für den zu kleinen und baufälligen, dem heiligen Nikolaus geweihten Vorgängerbau erbaut. Restaurierungen wurden in den Jahren 1933 und 1966–1972 durchgeführt. Das Äußere wird durch einen mächtigen, quadratischen Turm mit achteckigem Glockengeschoss und Welscher Haube an der Nordseite akzentuiert, der mit der Jahreszahl 1734 bezeichnet ist. Eine Sakristei ist an der Südseite, vorgelagerte Treppenhäuser an der Ost- und Westseite angebaut. Lange, rundbogig geschlossene Fensterbahnen im Schiff erhellen das Innere.
Das Innere ist sehr hell und großzügig als Querkirche gestaltet, entsprechend den protestantischen Anforderungen an einen Kirchenraum mit einem zentralen Kanzelaltar und der darüber liegenden Orgel sowie mit einem um diese Mitte gruppierten Gestühl. Der Raum wird geprägt durch die umlaufenden, dreigeschossigen Emporeneinbauten an der Ost-, Nord- und Westwand, Seitenschiffe, die an den polygonalen Enden der Kirche ineinander übergehen wie an den Umgangschören von Emporenbasiliken. Das Mittelschiff hat eine Muldendecke, die Decken des umlaufenden Seitenschiffs sind flach. An der Südseite ist über dem Altar die Orgelempore, darunter zwei Beichtstühle angeordnet. Die Orgelempore hat eine rokokohaft geschwungene Brüstung. Sie steht auf schlichten quadratischen Pfeilern, die oberhalb ihre Fortsetzung in Säulen mit üppigen korinthischen Kapitellen finden, die den Unterzug zwischen Mittelschiff und Seitenschiff stützen.
Im Bereich der dreigeschossigen Gemeindeemporen sind die Pfeiler unter und zwischen den Etagen und von der obersten Empore zur Decke quadratisch und gehen mit 90°-Bögen in die Träger über. Gegenüber dem Altar, an der Nordseite befinden sich zwei Patronatslogen in der Mitte der ersten Empore, die für die Herren von Ober- und Niederpretzschendorf geschaffen wurden.

## Ausstattung
Das Hauptstück der Ausstattung ist ein Portikus-Kanzelaltar aus dem Jahr 1737. Die Taufe aus Sandstein mit einem hölzernen Deckel ist auf 1747 datiert. Ein überlebensgroßes, spätgotisches Kruzifix stammt vom Ende des 15. Jahrhunderts. Ein barockes Epitaph erinnert an Hanns Georg von Kannewurff († 1706). Beiderseits des Altars sind zwei Farbglasfenster nach einem Entwurf von Ludwig Otto aus Dresden zu sehen, die auf das Jahr 1915 datiert sind und Christi Geburt und Auferstehung darstellen. Ein sehr reich ornamentierter Prunkkelch stammt aus der Zeit um 1400.
Die Orgel ist ein Werk von Jehmlich aus dem Jahr 1906 mit 29 Registern auf zwei Manualen und Pedal in einem barocken Gehäuse von Albert Prockhardt aus dem Jahr 1735.